# ألتينية
أَلْتِينِيَة (الاسم العلمي: Althenia)، جنس نباتات مائية من فصيلة جار النهر. لطالما كانت هذه مجموعة من نوعين في منطقة البحر الأبيض المتوسط في أوروبا وجنوب إفريقيا، ولكن تم تعديل التصنيف مؤخرًا لتشمل قريب أسترالي، Lepilaena. الاسم العلمي مُهدى اللعالم الزراعي الفرنسي ألتين Althen من القرن الثامن عشر.

## الأنواع
- Althenia australis
- Althenia bilocularis
- Althenia cylindrocarpa
- Althenia filiformis
- Althenia marina
- Althenia orientalis
- Althenia patentifolia
- Althenia preissii